# Адміністративний устрій Дергачівського району
Адміністративний устрій Дергачівського району — адміністративно-територіальний поділ Дергачівського району Харківської області на 1 міську, 7 селищних та 7 сільських рад, які об'єднують 95 населених пунктів та підпорядковані Дергачівській районній раді. Адміністративний центр — місто Дергачі.

## Список радДергачівського району
| №  | Назва                             | Центр               | Населені пункти | Площа км² | Місце за площею | Населення (2001), чол. | Місце за населенням |
| -- | --------------------------------- | ------------------- | --- | --------- | --------------- | ---------------------- | ------------------- |
| 1  | Дергачівська міська рада          | м. Дергачі          | м. Дергачі c. Білаші c. Болибоки c. Ємці c. Замірці c. Маслії c. Мищенки c. Семенівка c. Шовкопляси                                |           |                 |                        |                     |
| 2  | Вільшанська селищна рада          | смт Вільшани        | смт Вільшани |           |                 |                        |                     |
| 3  | Козачо-Лопанська селищна рада     | смт Козача Лопань   | смт Козача Лопань c-ще Ветеринарне c. Гранів c. Нова Козача c. Шевченка                                                            |           |                 |                        |                     |
| 4  | Малоданилівська селищна рада      | смт Мала Данилівка  | смт Мала Данилівка c. Зайченки c. Караван c. Лужок c. Чайківка                                                                     |           |                 |                        |                     |
| 5  | Пересічанська селищна рада        | смт Пересічне       | смт Пересічне c-ще Березівське c-ще Курортне                                                                                       |           |                 |                        |                     |
| 6  | Прудянська селищна рада           | смт Прудянка        | смт Прудянка c. Цупівка c. Шаповалівка                                                                                             |           |                 |                        |                     |
| 7  | Слатинська селищна рада           | смт Слатине         | смт Слатине c. Солоний Яр |           |                 |                        |                     |
| 8  | Солоницівська селищна рада        | смт Солоницівка     | смт Солоницівка c. Куряжанка c. Подвірки c. Сіряки                                                                                 |           |                 |                        |                     |
| 9  | Безруківська сільська рада        | c. Безруки          | c. Безруки c. Лещенки |           |                 |                        |                     |
| 10 | Полівська сільська рада           | c. Дворічний Кут    | c. Дворічний Кут c-ще Григорівка c-ще Південне c. Польова                                                                          |           |                 |                        |                     |
| 11 | Протопопівська сільська рада      | c. Протопопівка     | c. Протопопівка c. Безруків c. В'язове c. Гуківка c. Тернова c. Ярошівка                                                           |           |                 |                        |                     |
| 12 | Проходівська сільська рада        | c. Малі Проходи     | c. Малі Проходи c. Алісівка c. Великі Проходи c. Висока Яруга                                                                      |           |                 |                        |                     |
| 13 | Русько-Лозівська сільська рада    | c. Руська Лозова    | c. Руська Лозова c. Нове c-ще Питомник                                                                                             |           |                 |                        |                     |
| 14 | Токарівська сільська рада         | c. Гоптівка         | c. Гоптівка c. Бугаївка c. Дементіївка c. Дубівка c. Кочубеївка c. Кудіївка c. Лобанівка c. Токарівка c. Токарівка Друга c. Шопине |           |                 |                        |                     |
| 15 | Черкасько-Лозівська сільська рада | c. Черкаська Лозова | c. Черкаська Лозова c-ще Лісне |           |                 |                        |                     |

* Примітки: м. — місто, с-ще — селище, смт — селище міського типу, с. — село